# 東京都道301号白山祝田田町線

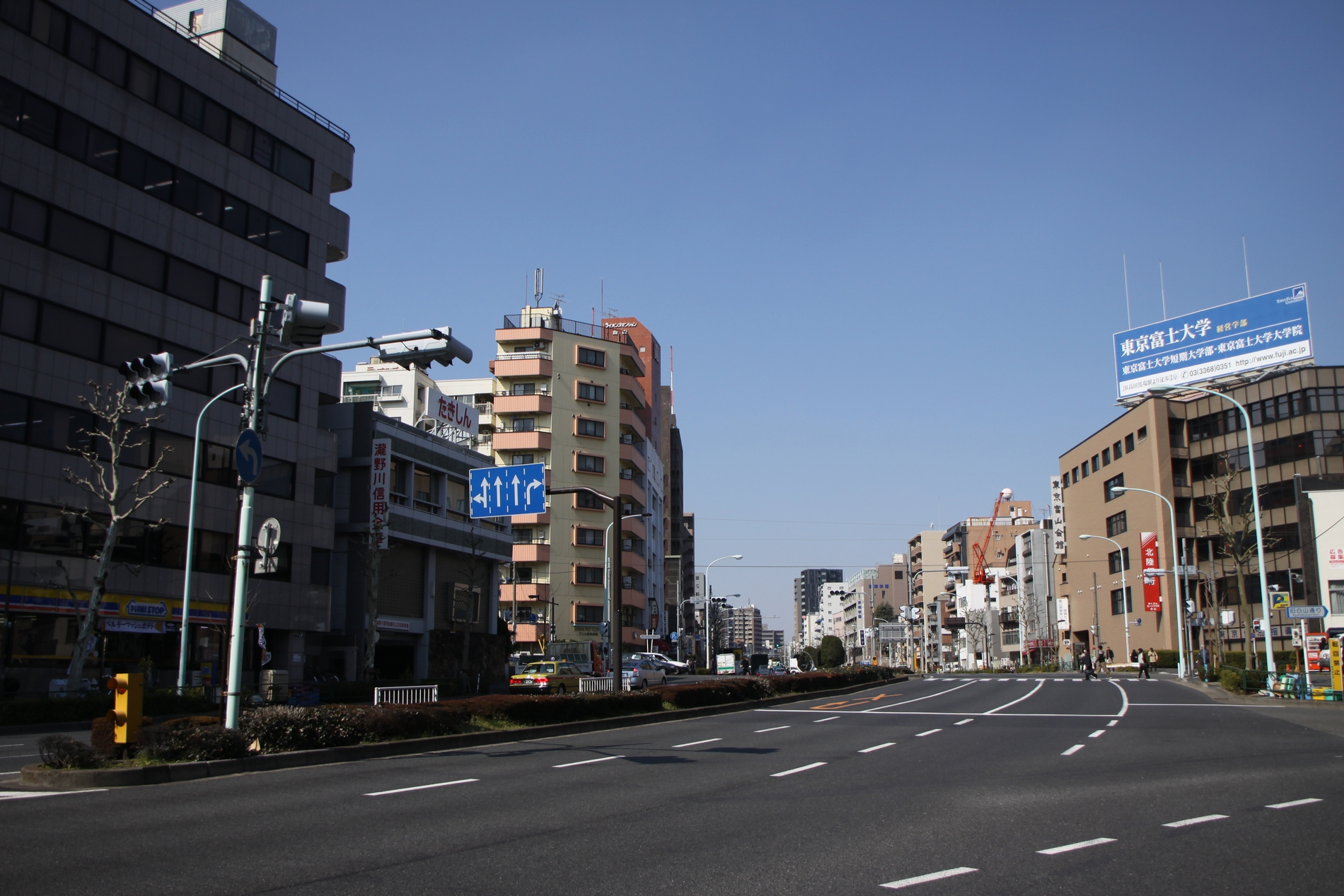
文京区白山付近

東京都道301号白山祝田田町線（とうきょうとどう301ごう はくさんいわいだたまちせん）は、東京都文京区と港区を結ぶ主要地方道である。都心中枢部の区域をほぼ南北に通る。

## 概要
本線
- 起点：文京区白山五丁目（千石駅前交差点）
- 終点：港区芝五丁目（札の辻交差点）
- 延長：9,309 m

支線
- 起点：文京区白山一丁目（白山上交差点）
- 終点：文京区白山一丁目（白山下交差点）

## 路線状況

### 通称
本線
- 白山通り
- 内堀通り
- 愛宕下通り
- 桜田通り
- 三田通り

支線
- 旧白山通り

### 重複区間
本線
- 国道1号（港区芝公園四丁目 - 港区三田二丁目）

支線
- なし

## 地理

### 通過する自治体
- 東京都
  - 文京区 - 千代田区 - 港区

### 交差する道路
- 本線

| 交差する道路                                   | 交差する道路                                   | 交差点名 | 交差点名     |
| ---------------------------------------------- | ---------------------------------------------- | -------- | ------------ |
| 国道17号（旧白山通り・白山通り）               | 国道17号（旧白山通り・白山通り）               | 文京区   | 千石駅前     |
| -                                              | 支線（旧白山通り）                             | 文京区   | 白山下       |
| 国道254号（春日通り）                          | 国道254号（春日通り）                          | 文京区   | 春日町       |
| -                                              | 東京都道434号牛込小石川線                      | 文京区   | 壱岐坂下     |
| 東京都道405号外濠環状線（外堀通り）            | 東京都道405号外濠環状線（外堀通り）            | 文京区   | 水道橋       |
| 東京都道302号新宿両国線（靖国通り）            | 東京都道302号新宿両国線（靖国通り）            | 千代田区 | 神保町       |
| -                                              | 東京都道402号錦町有楽町線                      | 千代田区 | 一ツ橋河岸   |
| 東京都道401号麹町竹平線（内堀通り）            | -                                              | 千代田区 | 平川門       |
| -                                              | 東京都道403号大手町湯島線（永代通り）          | 千代田区 | 大手門       |
| 東京都道404号皇居前東京停車場線（行幸通り）    |                                                | 千代田区 |              |
| 東京都道406号皇居前鍛冶橋線（鍛冶橋通り）      | 東京都道406号皇居前鍛冶橋線（鍛冶橋通り）      | 千代田区 | 二重橋前     |
| 国道1号（内堀通り・晴海通り）                  | 国道1号（内堀通り・晴海通り）                  | 千代田区 | 祝田橋       |
| 東京都道405号外濠環状線（外堀通り）            | 東京都道405号外濠環状線（外堀通り）            | 港区     | 西新橋一丁目 |
| 国道1号（桜田通り） 東京都道319号環状三号線    | 国道1号（桜田通り） 東京都道319号環状三号線    | 港区     | 赤羽橋       |
| 国道1号（桜田通り）                            | 国道1号（桜田通り）                            | 港区     | 三田二丁目   |
| 国道15号（第一京浜） 東京都道409号日比谷芝浦線 | 国道15号（第一京浜） 東京都道409号日比谷芝浦線 | 港区     | 札の辻       |

- 支線
  - 東京都道452号神田白山線・国道17号（白山上交差点）

#### 鉄道路線
- 都営地下鉄三田線:白山駅 - 神保町駅間

### 沿線の施設
- 千石駅
- 東洋大学
- 白山駅
- 文京区役所
- 後楽園駅
- 東京ドーム
- 水道橋駅
- 日本大学
- 神保町駅
- 集英社
- 小学館
- 共立女子大学
- 毎日新聞社
- 竹橋駅
- 気象庁
- 皇居
- 日比谷公園
- 霞ヶ関駅
- 経済産業省
- 虎ノ門駅
- 慈恵医科大学
- 東京タワー
- 増上寺
- 芝公園
- 赤羽橋駅
- 慶應義塾大学

## ギャラリー

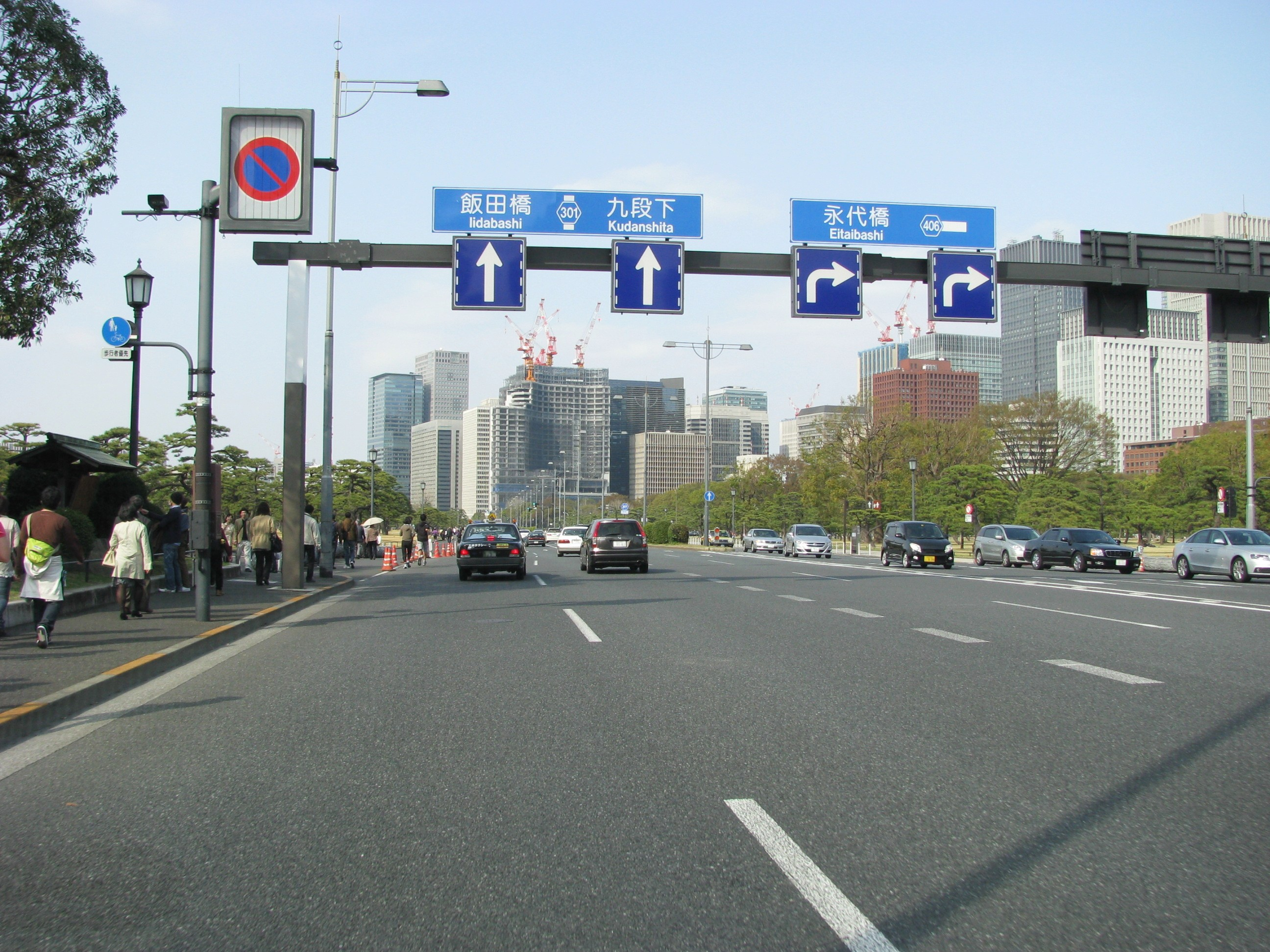
皇居外苑付近（2011年4月10日）
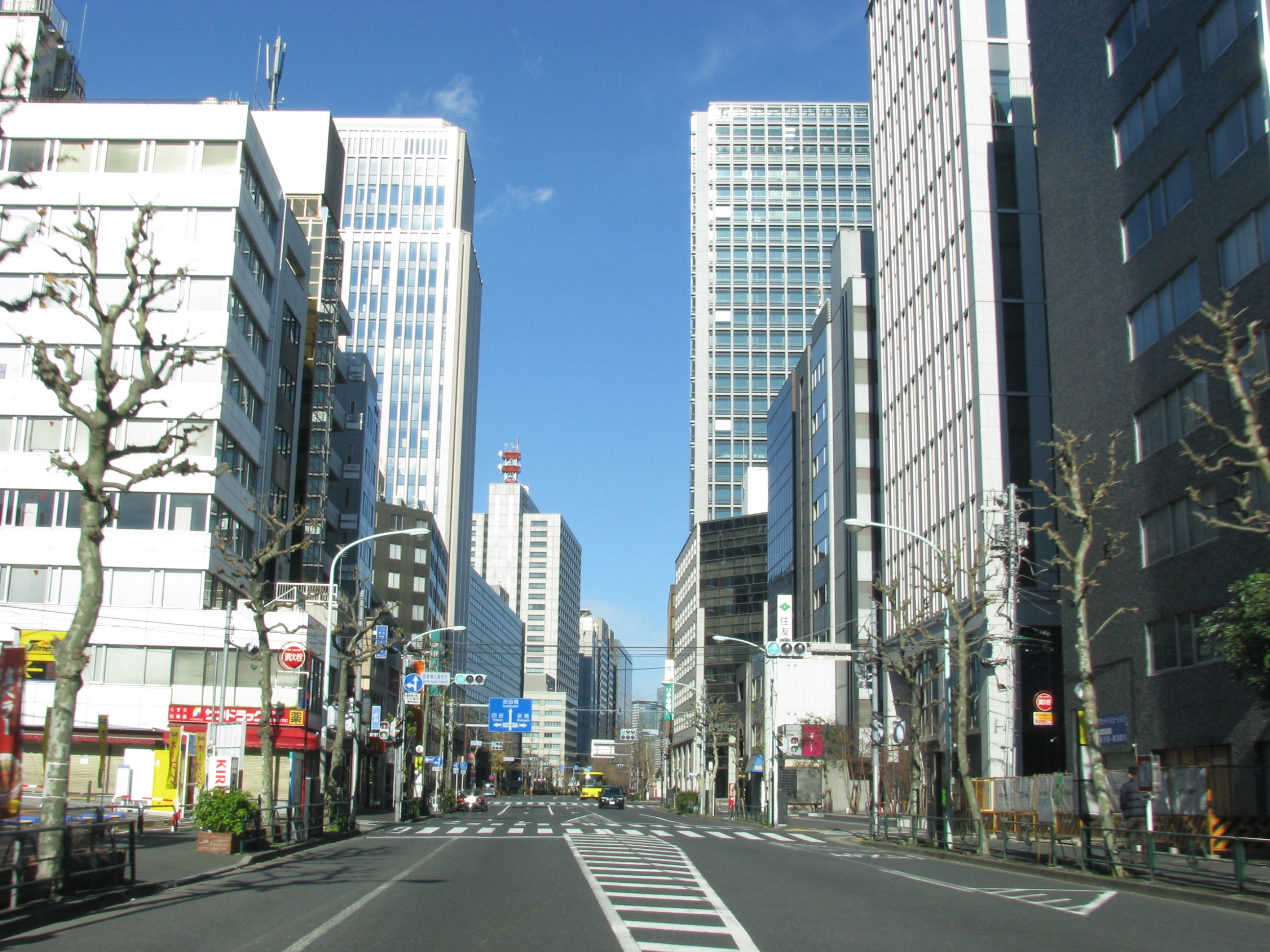
港区虎ノ門付近（2011年1月2日）
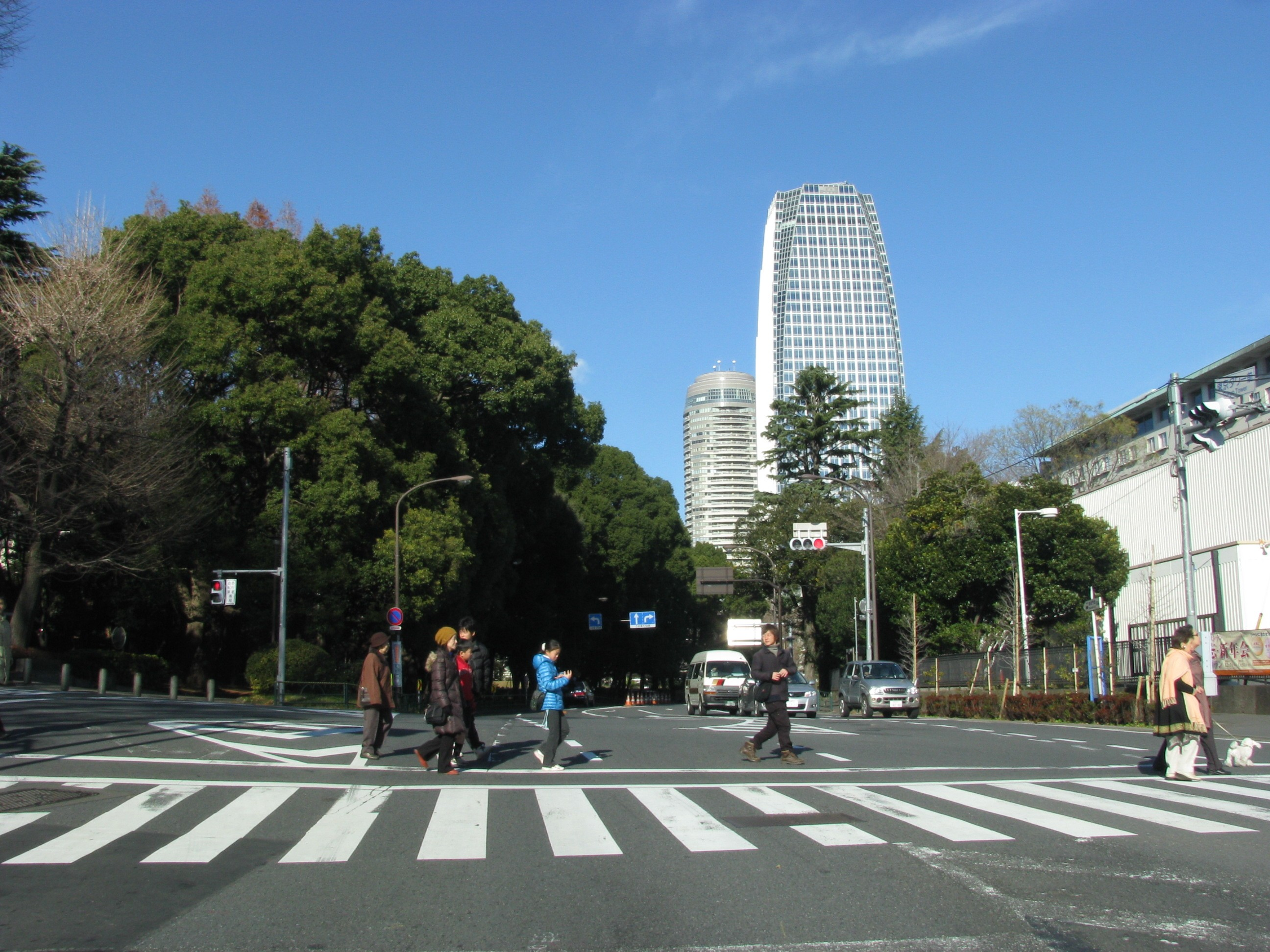
港区芝公園付近（2011年1月2日）